# Yasmien Kurdi
Yasmien Yuson Kurdi (25 de enero de 1989) es una actriz, cantante pop y compositora filipina. Ella fue una de las finalistas del Four de su primera temporada del StarStruck, ya que su sueño fue hecha realidad basada en la búsqueda de talentos para demostrar el programa de GMA Network en Filipinas, tras una reñida competencia cayó frente a su compatriota, la cantante Jennylyn Mercado y que terminó como primera finalista. Su mayor desempeño también fue como actriz que empezó a partir de 2006 en el papel de encantadora, la hija fea de Bakekang en esta Serie de televisión.

## Filmografía

### televisión
- Bleach: Temporada 2 Rukia Kuchiki (Voice only) Rukia Kuchiki (sólo voz) GMA Network Red de Evaluación.
- Saan Darating Ang Umaga Saan Darating Ang Umaga Shayne Rodrigo Shayne Rodrigo GMA Network Red de Evaluación.
- Dear Friend Estimado amigo Cathy Gonzales Cathy Gonzales GMA Network Red de Evaluación.
- Tasya Fantasya Tasya Fantasya Tasya GMA Network Red de Evaluación.
- Babangon Ako't Dudurugin Kita Babangon Ako't Dudurugin Kita Salve GMA Network Red de Evaluación.
- 2007 Pasan Ko Ang Daigdig Pasan Ko Ang Daigdig Lupe Vélez Lupe Vélez GMA Network Red de Evaluación.
- Pati Ba Pintig Ng Puso Pati Ba Pintig Ng Puso Jenna GMA Network Red de Evaluación.
- Bitoy's Funniest Videos Bitoy's Funniest Vídeos Kikay Yasmien (herself) Kikay Yasmien (ella) *GMA Network Red de Evaluación.
- Bleach Lejía Rukia Kuchiki (Voice only) Rukia Kuchiki (sólo voz) GMA Network Red de Evaluación.
- 2006 Bakekang Bakekang Charming/Lukring/Karisma Encantador / Lukring / Karisma GMA Network Red de Evaluación.
- 2005 Fans Kita Fans Kita Herself/Host A sí misma / anfitrión QTV QTV.
- 2005-2007 Hokus Pokus Hokus Pokus Jackie GMA Network Red de Evaluación.
- 2005 Now and Forever: Tinig Ahora y siempre: Tinig Victoria/Ikay Victoria / Ikay GMA Network Red de Evaluación.
- Encantadia Encantadia Mira Mira GMA Network Red de Evaluación.
- Love To Love (Season 6): Wish Upon A Jar Para Amor Amor (Temporada 6): Tras un Tarro de deseos Neneng GMA Network Red de Evaluación.
- 2004 Joyride Joyride Rene/Irene René / Irene GMA Network Red de Evaluación.
- Click: Barkada Hunt! Haga clic en: Barkada Hunt! Leilani GMA Network Red de Evaluación.
- Click Haga clic en Leilani GMA Network Red de Evaluación.
- SOP Gigsters SOP Gigsters Herself/Performer A sí misma / Intérprete GMA Network Red de *Evaluación.
- 2004-presente SOP Rules Reglas SOP Herself/Performer A sí misma / Intérprete GMA Network Red de Evaluación.
- 2004 Stage 1: Live! Etapa 1: Live! Herself/Performer A sí misma / Intérprete GMA Network Red de Evaluación.
- Stage 1: The StarStruck Playhouse Etapa 1: El StarStruck Playhouse Herself/Performer A sí misma / Intérprete GMA Network Red de Evaluación.
- StarStruck StarStruck Survivor/First Princess Sobrevivientes / Primera Princesa.

### Películas
- 2008 Lane Cruz Lane Cruz
- 2007 Bahay Kubo Bahay Kubo Dahlia
- 2006 Pitong Dalagita Pitong Dalagita Mayo
- 2005 Sonajero and Roll 2K5 Laila
- Lovestruck Jojo
- Felices para siempre Jenny
- 2004 Mahal Kita Aishite imasu 1941: Mahal Kita Senyang
- Así que felices juntos Raphie

### Discografía
- 2008-En nombre del amor (Disco de platino)
- 2007- El amor es todo lo que necesita (Disco de platino)

### Singles
- 2008-Adiós
- 2008-Un día
- 2008-Lo tomas o lo dejas
- 2007-El amor es todo lo que necesita.
- 2007-Kisapmata

2006-En nombre del amor 
2005-Umaambisyon 
2005-I Know I Know

### Otras canciones inspiradas
- I Know Kahimig Videoke Series Vol. 1 Kahimig Videoke Serie Vol. 1
- En nombre del amor y Umaambisyon Kahimig Videoke Series Vol. 2 Kahimig Videoke Serie Vol. 2
- Fin de Año Kapuso Sa Pasko Sa Kapuso Pasko
- Y Ngayong Wala Ka Na Ngayong Wala Ka Na Ngayong Wala Ka Na
- Que conozco y en nombre del amor Mga Awit Mula Sa Puso Sa mga Awit Mula Puso
- I Know Lovestruck Soundtrack Álbum Lovestruck Soundtrack
- Pasan Ko Ang Daigdig Y en nombre del amor Mga Awit Kapuso Vol.4 Mga Awit Kapuso Vol.4